# Geert Hoste
Pour les articles homonymes, voir Hoste.
Geert Hoste, né le 1er juillet 1960, à Bruges, est un humoriste belge de langue néerlandaise.